# James Somerville
Sir James Fownes Somerville (17. července 1882, Weybridge, Anglie – 19. března 1949, Dinder House, Somerset, Anglie) byl britský admirál. U královského námořnictva sloužil od roku 1897, zúčastnil se první světové války, v meziválečném období velel ve Středomoří a v Indii. V roce 1939 odešel do penze, ale na začátku druhé světové války byl povolán znovu do aktivní služby. Zúčastnil se bojů ve Středozemním moři a později na Dálném Východě. V roce 1945 dosáhl hodnosti velkoadmirála a za zásluhy během druhé světové války získal několik britských a zahraničních vyznamenání.

## Životopis

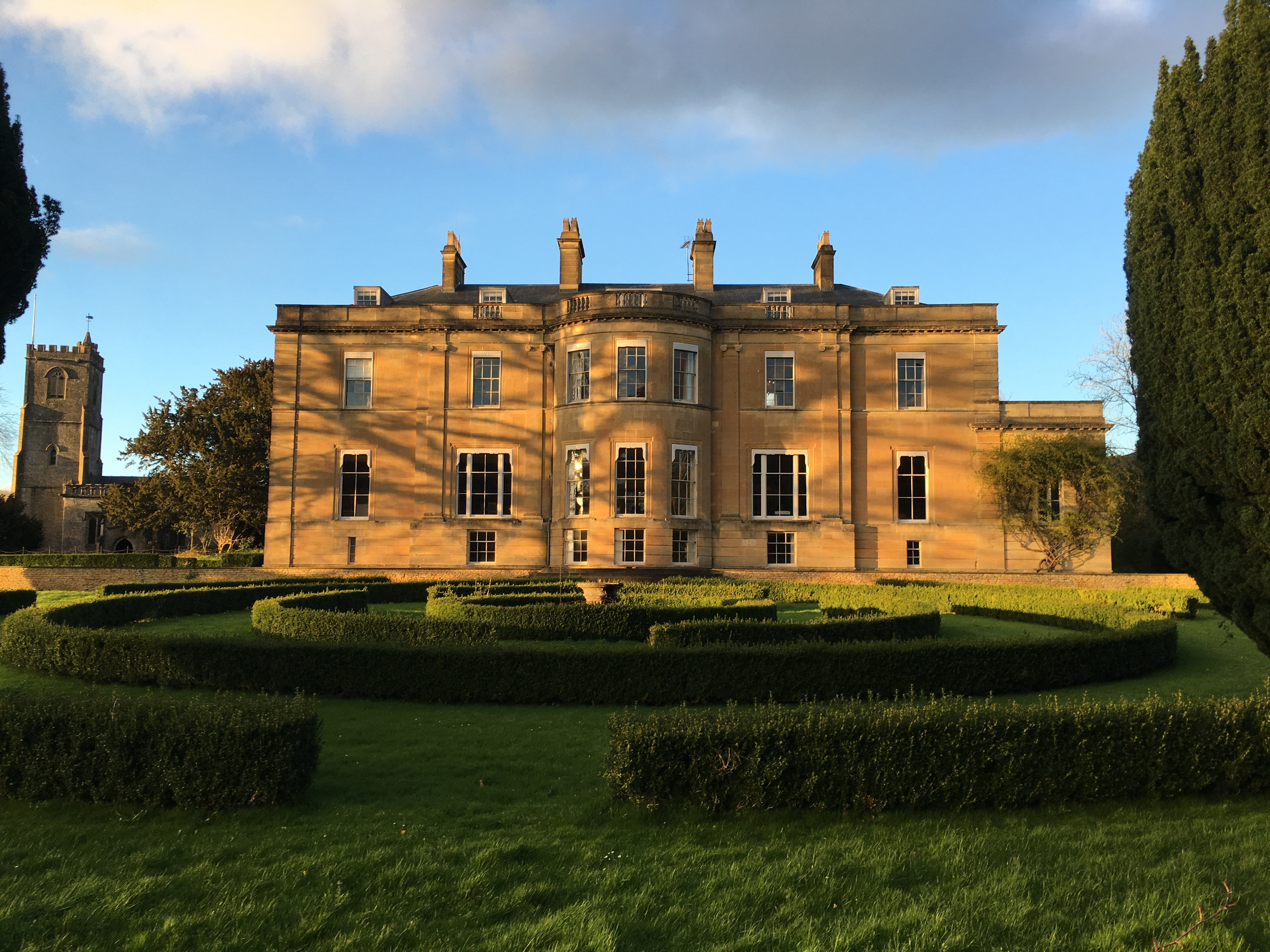
Zámek Dinder House (Somerset), sídlo rodu Somerville

Pocházel ze starobylé rodiny s majetkem v Somersetu, byl mladším synem Arthura Fownese Somervilla. U královského námořnictva sloužil od roku 1897 a v roce 1904 získal hodnost poručíka. Vynikl mimo jiné jako telegrafista a zúčastnil se první světové války. V roce 1921 dosáhl hodnosti kapitána a v letech 1925–1927 byl ředitelem signalizačního odboru na admiralitě. V roce 1933 byl povýšen na kontradmirála a krátce byl námořním pobočníkem krále Jiřího V. V letech 1936–1938 velel ve Středomoří a za španělské občanské války pomáhal bránit Mallorcu proti španělským republikánům. V roce 1938 dosáhl hodnosti viceadmirála a v letech 1938–1939 byl vrchním velitelem v Indickém oceánu. Ze zdravotních důvodů poté odešel do výslužby, ale krátce nato byl na počátku druhé světové války reaktivován. Byl velitelem na Gibraltaru a v letech 1940–1941 vynikl v řadě akcí ve Středomoří. V červenci 1940 velel útoku na loďstvo vichistické Francie u břehů severní Afriky (po 125 letech od bitvy u Waterloo se jednalo o první ozbrojený konflikt mezi Británií a Francií). V roce 1942 obdržel hodnost admirála a v letech 1942–1944 byl vrchním velitelem britského loďstva na Dálném Východě, kde velel bojům proti Japonsku. V letech 1944–1945 vedl britskou námořní misi v USA. Na konci druhé světové války dosáhl hodnosti velkoadmirála (1945) a o rok později odešel do výslužby.
Za zásluhy byl rytířem velkokříže Řádu lázně a Řádu britského impéria, několik vyznamenání získal také v zahraničí. Po odchodu do výslužby zastával funkci lorda místodržitele v hrabství Somerset, kde vlastnil statky. Zemřel na rodovém sídle Dinder House, které jeho rodině patřilo od poloviny 18. století.